# Шаркевич, Яков
Яков Шаркевич (1776—1842) — польский педагог; профессор богословия и церковной истории в Варшавском университете.

## Биография
Яков Шаркевич родился в 1776 году в местечке Гарволин; образование получил в луковской гимназии отцов пиаров.
В 1795 году Я. Шаркевич вступил в монашеский орден миссионеров в Варшаве и в 1800 году был посвящен в священники.
Пробыв в течение нескольких лет преподавателем в разных училищах, Шаркевич в 1807 году был призван в польскую столицу, где получил назначение на должность директора семинарии. Одновременно с этой должностью Шаркевич был проповедником в костеле Святого Креста и профессором духовного красноречия в семинарии.
Перейдя на ту же должность в Краков, Шаркевич занимал её недолго: в 1816 году, вернувшись в Варшаву, он вышел из монашеского ордена и получил кафедру богословия в Варшавском Александровском университете, которую занимал до 1819 года.
После трехлетнего отдыха, в 1822 году, он вновь был назначен профессором богословия и церковной истории и занимал эти кафедры до закрытия университета, после чего перешел на должность профессора в Варшавскую духовную римско-католическую Академию.
Яков Шаркевич умер в 1842 году в городе Варшаве и был погребён на кладбище Старые Повонзки.
Кроме ряда речей и проповедей, Шаркевич написал также рассуждение: «О Stanistawie Hozjuszu kardynale biskupie Warminskim».